# Kevin Siegrist
Pour les articles homonymes, voir Siegrist.
Kevin Ryan Siegrist (né le 20 juillet 1989 à Buffalo, New York, États-Unis) est un lanceur gaucher des Ligues majeures de baseball jouant avec les Cardinals de Saint-Louis.

## Carrière
Kevin Siegrist est repêché en 41e ronde par les Cardinals de Saint-Louis au repêchage de 2008. Il est promu du niveau Double-A au niveau Triple-A des ligues mineures au début 2013 et est rappelé pour la première fois par les Cardinals le 6 juin pour venir en aide au personnel de lanceurs de relève de l'équipe. Le gaucher fait ses débuts dans le baseball majeur pour Saint-Louis le 6 juin 2013 en retirant sur des prises quatre des six frappeurs des Diamondbacks de l'Arizona auxquels il est opposé.
En 2015, Siegrist est le lanceur des majeures qui participe au plus grand nombre de matchs (81). En 74 manches et deux tiers lancées, toutes en relève, il affiche une moyenne de points mérités de 2,17 qui est la seconde meilleure des lanceurs des Cardinals cette saison-là, après celle de Trevor Rosenthal (2,10). Gagnant de 7 parties contre une défaite, Siegrist retire 10,8 frappeurs au bâton par 9 manches lancées et compte 90 retraits sur des prises durant cette saison. Il réalise de plus ses 6 premiers sauvetages dans les majeures.